# Wilhelmina Cornelia Hoppenbrouwers
Wilhelmina Cornelia Hoppenbrouwers, född 1817, död 1882, var en nederländsk sångare.
Hon fick sånglektioner av JH Lübeck vid Kungliga Musikskolan i Haag. Från 1839 till omkring 1850 uppträdde hon som konsertsolist. 